# Fort Macleod
Cet article concerne la ville albertaine. Pour la communauté non incorporée de Colombie-Britannique, voir Fort Macleod (Colombie-Britannique).
Fort Macleod est une ville (town) canadienne du sud-ouest de l'Alberta située dans le district municipal de Willow Creek No  26.

## Démographie
| 2001  | 2006  | 2011  | 2016  |
| ----- | ----- | ----- | ----- |
| 2 990 | 3 072 | 3 117 | 2 967 |

## Histoire
La ville a été nommée en l'honneur du Lieutenant-Colonel James Farquharson Macleod (1836-1894) qui y établit un poste de la police montée du Nord-Ouest en 1874.

## Personnalités liées à la ville
- Joni Mitchell y est née en 1943.